# Kawangu
Kawangu is een bestuurslaag in het regentschap Oost-Soemba van de provincie Oost-Nusa Tenggara, Indonesië. Kawangu telt 4125 inwoners (volkstelling 2010).